# Oplerclanis boisduvali
Oplerclanis boisduvali là một loài bướm đêm thuộc họ Sphingidae. Loài này có ở khu vực cây bụi khô từ Senegal tới phía bắc Nigeria.